# Justin Zongo
Justin Zongo (* 1969 in Abidjan, Elfenbeinküste) ist ein Busfahrer ivorischer Herkunft, der in der deutschen Stadt Rüsselsheim im öffentlichen Linienbusverkehr arbeitet.
Er wurde bundesweit durch Fernsehberichte auf ARD, HR, SWF, ZDF, RTL, Vox und NTV bekannt, weil er während der Fahrt seine Fahrgäste unterhält, indem er afrikanische Volkslieder singt, rappt, beatboxt und zahlreiche heitere Kommentare abgibt. In den Fernsehsendungen wurde auch berichtet, dass Zongo wegen seiner allgemeinen Freundlichkeit und Fröhlichkeit sehr beliebt ist und in der Stadt bei Kindern und Jugendlichen, aber auch bei Erwachsenen als „Captain Justin“ Kultstatus genießt.
Im Februar 2013 war er Talkgast in Frank Elstners SWR-Fernsehtalkshow Menschen der Woche. Schon vor den Berichten der großen Medien hatten Amateurvideos über ihn im Internet Zuschauerzahlen im Millionenbereich.
Justin Zongo kam 1997 als Asylbewerber nach Deutschland, 2006 zog er nach Rüsselsheim, wo er von 2009 bis Juni 2014 als Busfahrer im Stadtbusverkehr tätig war. Zuvor arbeitete er bei der Gepäckabfertigung am Flughafen Frankfurt/Main.
Am 1. März 2013 eröffnete er gemeinsam mit seiner Lebensgefährtin und fünf Mitarbeitern ein Café namens Café Justin Zongo in der Rüsselsheimer Innenstadt, blieb jedoch im Hauptberuf Busfahrer. Das Café wurde im Mai 2013 aufgegeben. Er engagiert sich für soziale Projekte wie die RTL Kinderhilfe und die SOS-Kinderdörfer und spendet für sie ein Drittel des Betriebsgewinns aus seinem Café.
Seit er berühmt ist, gibt er auch Konzerte als Sänger und Trommler u. a. in vielen Schulen und bei Sportveranstaltungen oder in Nordseebädern. Er vermarktet sich als „der schwarze und coolste Busfahrer“ mit einer professionellen Website, einem eigenen YouTube-Kanal, Autogrammkarten, die er im Bus verteilt, einem professionell beklebten Auto und Facebook-Seiten. In seinen Medien hat er auch seinen persönlichen „offiziellen“ Gruß etabliert, dieser lautet: „Kuzi! Kuziiii!!! Mua! Muaaaaaa!!!!“